# 곽현화
곽현화(1981년 3월 2일 ~ )는 대한민국의 희극인이자 배우이다. 이화여자대학교 수학과 출신으로서 재학 시절 수학과 학생회장으로 활동하였다. 연예인 최초로 수학책을 집필하였다. 2004년 온게임넷 쿠노이치걸 선발대회로 첫 데뷔하였고 주로 케이블 방송에서 활약하고 있다.

## 학력
- 석포여자중학교 (졸업)
- 예문여자고등학교 (졸업)
- 부산대학교 의류직물학과 (중퇴)
- 이화여자대학교 수학과 (졸업)
- 서강대학교 정보통신대학원 블록체인 전공 (졸업)

## 방송
- 2019년 채널A 《행복한 아침》
- 2014년 FOODTV 《시사요리쇼 밥 한번 먹자!》
- 2014년 KBS2 《대한민국 창업프로젝트 천지창조》
- 2014년 채널A 《먹방쇼 맛의 전설》
- 2013년 ONT 《한중일 국립공원 견문록》
- 2013년 XTM 《남자의 기술》
- 2012년 tvN 《SNL코리아》
- 2012년 온게임넷 《탕탕탕 강예빈이 쏜다》
- 2011년 온게임넷 《온게임넷 랭킹쇼 시즌 2》
- 2011년 온게임넷 《황혼에서 새벽까지》
- 2011년 온게임넷 《온게임넷 랭킹쇼 시즌 1》
- 2011년 tvN 《런닝9》
- 2011년 GTV 《드림메이커》
- 2010년 온게임넷 《하트비트 메가폰》
- 2010년 KBS2 《출발드림팀 시즌 2》
- 2010년 KBS2 《도망자》
- 2009년 KBS2 《결혼 못하는 남자》
- 2008년 SBS 《스타의 연인》
KBS1 《너는 내 운명》
XTM 《앙녀쟁투》
tvN 《마이캅》
ETN 《판타지걸 꿈생》
- 2007년 KBS2 22기 공채 개그우먼
《개그콘서트》 〈봉숭아 학당〉
- 2006년 Qwiny 《생방송 아크로X》
- 2005년 Qwiny 《게임봐야지》
- 2004년 ~ 2007년 온게임넷 MC
- 2004년 KBS 《MC 서바이벌》

### 영화
- 2012년 전망 좋은 집 미연 役
- 2013년 아티스트 봉만대

### 드라마
- 2010년 SBS플러스 《키스 앤 더 시티》 - 박탐희 역
- 2011년 MBC 《최고의 사랑》 - 조현아 역
- 2011년~2012년 MBC 《애정만만세》 - 변동우의 전 애인 역 (특별출연)

### 음반
- 《Psycho》 (2010년 6월 28일)

## 수상
- 2004년 KBS MC서바이벌 장려상
온게임넷 쿠노이치걸 선발대회 쿠노이치걸 선발